# Iglesia de San Miguel (Peshawar)
La Iglesia de San Miguel es la iglesia católica más antigua de Peshawar (Pakistán). Se encuentra ubicada en un centro comercial. Fue consagrada en 1851. Es parte de la Diócesis de Islamabad-Rawalpindi.
Desde 1957, la parroquia ha sido la sede de la Escuela Secundaria de Santa María para varones. En 2001 el Padre John William, el párroco de San Miguel, pidió al gobierno paquistaní que los soldados protegieran las iglesias cristianas y urbanizaciones después de las amenazas de violencia que se habían realizado en Peshawar. La torre de la iglesia de San Miguel casi se derrumbó tras el peor terremoto de la historia del país en 2005.